# Bobby Simmons
Bobby Simmons (* 2. Juni 1980 in Chicago, Illinois) ist ein ehemaliger US-amerikanischer Basketballspieler, der die meiste Zeit seiner Profikarriere in der NBA aktiv war. Simmons gewann 2005 den NBA Most Improved Player Award als meistverbesserter Spieler der Saison.

## Karriere
Simmons wurde im NBA-Draft 2001 von den Seattle SuperSonics ausgewählt und im Anschluss darauf zu den Washington Wizards getradet. Bei den Wizards kam er zwei Jahre von der Bank und verließ diese 2002, nachdem er zu den Los Angeles Clippers transferiert wurde.
Bei den Clippers erhielt er mehr Spielzeit; er wurde zum Stammspieler und verbesserte seine Statistiken auf 16,4 Punkte 5,9 Rebounds, 2,7 Assists und 1,4 Steals pro Spiel. Ende der Saison wurde er mit dem NBA Most Improved Player der Saison 2004/05 ausgezeichnet.
In der anschließenden Spielzeit unterzeichnete Simmons einen hochdotierten Vertrag bei den Milwaukee Bucks. Im ersten Jahr war er zunächst Starter, im Jahr darauf verletzte sich Simmons jedoch schwer und fiel die gesamte Saison 2006/07 aus. Nach seiner Genesung verlor er seine Starter-Rolle bei den Bucks, da er nicht mehr an die Leistungen aus Clippersszeiten anknüpfen konnte.
Simmons wurde im Sommer 2008, gemeinsam mit Yi Jianlian, für Richard Jefferson zu den New Jersey Nets transferiert. In New Jersey entwickelte er sich zu einem guten Schützen und traf 44,7 % seiner Würfe von der Dreipunktlinie. Nach einem weiteren Jahr in New Jersey unterschrieb er zur Saison 2010/11 bei den San Antonio Spurs, wo sein Vertrag nach zwei Spielen allerdings wieder aufgelöst wurde.
Im März 2011 unterschrieb Simmons bei den Reno Bighorns in der D-League. Ein Jahr später erhielt er nochmal die Gelegenheit bei den Los Angeles Clippers zu spielen und unterzeichnete zunächst zwei 10-Tages-Verträge, sowie anschließend einen Kontrakt bis zum Saisonende. Sein letztes Spiel als Profibasketballer war das Playoff-Match der Clippers gegen die San Antonio Spurs am 20. Mai 2012.

## Erfolge
- NBA Most Improved Player: 2005